# Ilaria Ramelli

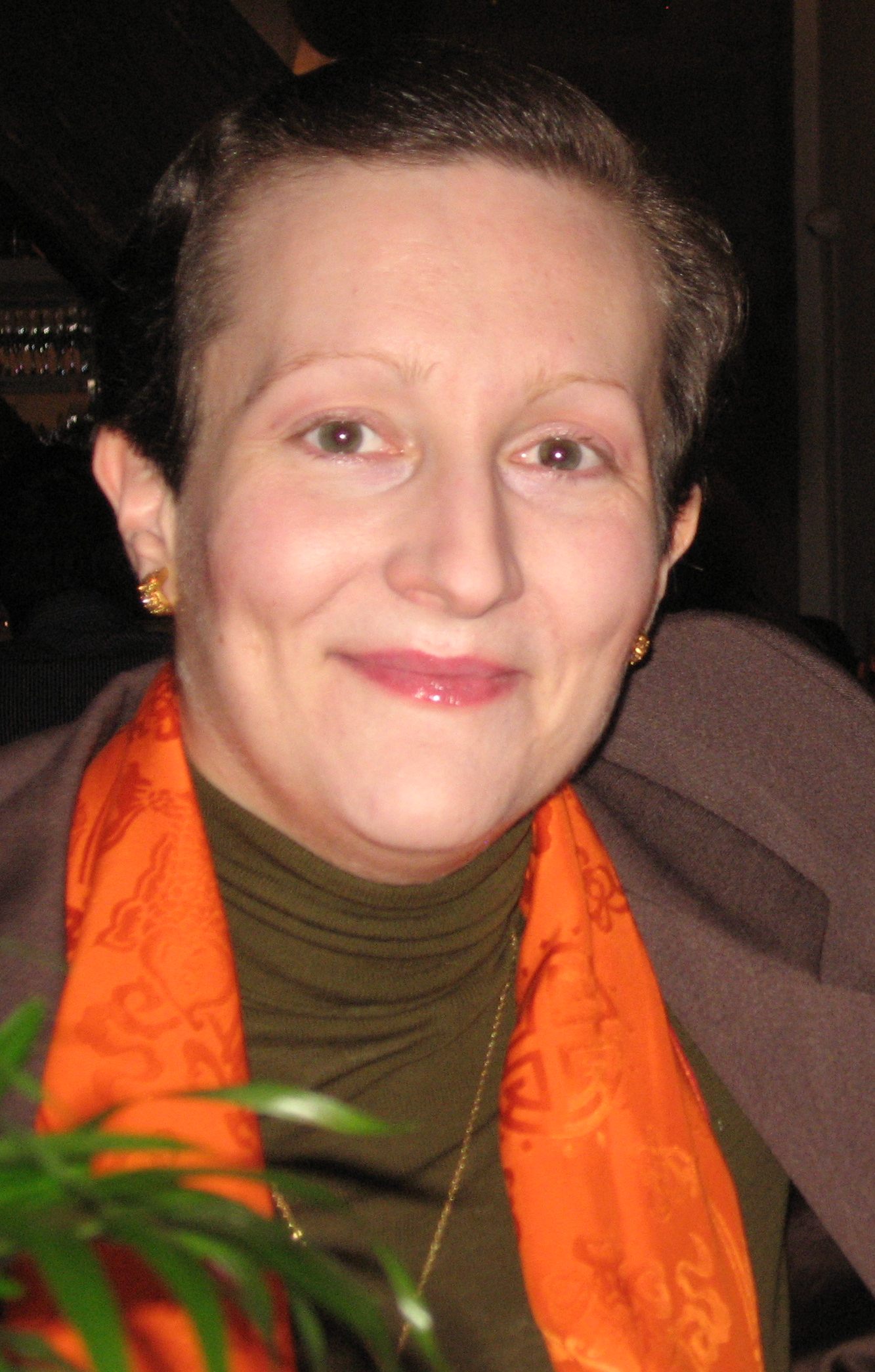
Ilaria Ramelli

Ilaria L. E. Ramelli (* 1973 in Piacenza) ist eine italienische klassische Philologin, Historikerin, wissenschaftliche Autorin und Universitätsprofessorin, die sich auf antike, spätantike und frühmittelalterliche Philosophie und Theologie spezialisiert hat.

## Akademische Laufbahn
Ramelli studierte Klassische Philologie und wurde in diesem Fach auch promoviert. Nach ihrer Tätigkeit als Professorin für Römische Geschichte war Ilaria Ramelli ordentliche Professorin für Theologie und Stiftungsprofessorin am Angelicum, Humboldt-Stipendiatin an der Universität Erfurt, Fellow am Max-Weber-Kolleg und Honorary Professor der University of Durham. Sie ist Professorin (ehrenhalber) für Patristik und Kirchengeschichte an der Katholischen Universität Lublin, Fellow der Royal Historical Society und Senior Member des Cambridge Centre for the Study of Platonism (CCSP) der University of Cambridge.
Darüber hinaus war sie unter anderem Senior Research Fellow für antike und patristische Philosophie (sowohl an der Durham University als auch am Corpus Christi College (Oxford)) und für Hellenistische Studien an der Princeton University sowie Fowler Hamilton Fellow an der University of Oxford. Ramelli ist zudem Mitarbeiterin am Kommentarwerk Novum Testamentum Patristicum der Universität Regensburg.

## Veröffentlichungen (Auswahl)
- I romanzi antichi e il Cristianesimo. Contesto e contatti (= Graeco-Romanae Religionis Electa Collectio. Band 6). Signifer, Madrid 2001.
- Musonio: diatribe, frammenti, testimonianze. Bompiani, Mailand 2001, ISBN 88-452-9099-9.
- mit Cristiano Dognini: Gli apostoli in India nella patristica e nella letteratura sanscrita (= Collana La zattera. Band 5). Medusa, Mailand 2001, ISBN 88-88130-04-7.
- Marziano Capella. Le nozze di Filologia e Mercurio. Testo latino a fronte. Introduzione, traduzione, commentario e appendici di Ilaria Ramelli. Bompiani, Mailand 2001, ISBN 88-452-9102-2.
- Il chronicon di arbela. Presentacione, traducione e note essenziali (= ʾIlu. Serie de sucesivas monografías. Band 8). Universidad Complutense de Madrid, Madrid 2002, ISBN 84-95215-42-X.
- Cultura e religione etrusca nel mondo romano. La cultura etrusca dalla fine dell’indipendenza (= Studi di storia greca e romana. Band 8). Edizioni dell’Orso, Alessandria 2003, ISBN 88-7694-672-1.
- mit Giulio Lucchetta: Allegoria. Band 1: L’età classica (= Temi metafisici e problemi del pensiero antico. Band 98). Vita e pensiero Università, Mailand 2004, ISBN 88-343-5007-3.
- Tutti i commenti a Marziano Capella. Scoto Eriugena, Remigio di Auxerre, Bernardo Silvestre e Anonimi. Testo latino a fronte. Bompiani, Mailand 2006, ISBN 88-452-5739-8.
- Il basileus come nomos empsychos tra diritto naturale e diritto divino. Spunti platonici del concetto e sviluppi di età imperiale e tardo-antica (= Memorie dell’Istituto italiano per gli studi filosofici. Band 34). Bibliopolis, Neapel 2006, ISBN 88-7088-528-3.
- Gregorio di Nissa, Sull’anima e la resurrezione. Testo greco a fronte. Introd., trad., note e apparati. Bompiani, Mailand 2007, ISBN 978-88-452-5974-6.
- mit David Konstan: Terms for eternity: Aiônios and aídios in classical and Christian texts. Gorgias Press, Piscataway 2007, ISBN 978-1-59333-694-3.
- Bardesane di Edessa. Contro il fato. Κατὰ Εἱμαρμένης (detto anche Liber Legum Regionum). Testo critico. Introduzione, traduzione, testimonianze e appendice (= I talenti. Band 3). Ed. San Clemente/Ed. Studio Domenicano, Rom/Bologna 2009, ISBN 978-88-7094-693-2.
- Bardaisan of Edessa. A Reassessment of the Evidence and a New Interpretation (= Gorgias Eastern Christian studies. Band 22). Gorgias, Piscataway 2009, ISBN 978-1-60724-074-7.
- Hierocles the Stoic: Elements of ethics, fragments and excerpts (= Writings from the Greco-Roman world. Band 28). Brill, Leiden/Boston 2009, ISBN 978-1-58983-419-4.
- The Christian Doctrine of Apokatastasis: A Critical Assessment from the New Testament to Eriugena (= Supplements to Vigiliae Christianae. Band 120). Brill, Leiden 2013, ISBN 978-90-04-24509-9.
- Evagrius’ Kephalaia Gnostika. A New Translation of the Unreformed Text from the Syriac (= Writings from the Greco-Roman world. Band 38). SBL, Atlanta 2015, ISBN 978-1-62837-039-3.
- Tempo ed eternità in età antica e patristica. Filosofia greca, ebraismo e cristianesimo. Cittadella, Assisi 2015, ISBN 978-88-308-1412-7.
- Social justice and the legitimacy of slavery. The role of philosophical asceticism from ancient Judaism to late antiquity. Oxford University Press, Oxford 2016, ISBN 978-0-19-877727-4.
- A Larger Hope? Band 1: Universal Salvation from Christian Beginnings to Julian of Norwich. Cascade Books, Eugene 2019, ISBN 978-1-61097-884-2.
- A Larger Hope? Band 2: Universal Salvation from the Reformation to the Nineteenth Century. Cascade Books, Eugene 2019, ISBN 978-1-4982-0040-0.
- Origen, the Philosophical Theologian: Trinity, Christology, and Philosophy-Theology Relation: Selected Studies/Kleine Schriften. Arbeiten zur Kirchengeschichte, 160. Berlin, De Gruyter, 2024. ISBN 978-3111368634.